# Desinić
Desinić falu és község Horvátországban Krapina-Zagorje megyében. Közigazgatásilag Desinić Gora, Donji Jalšovec, Donji Zbilj, Dubravica Desinićka, Gaber, Gora Košnička, Gornji Jalšovec, Gornji Zbilj, Gostenje, Grohot, Hum Košnički, Ivanić Desinićki, Ivanić Košnički, Jazbina, Jelenjak, Klanječno, Košnica, Nebojse, Osredek Desinićki, Ravnice Desinićke, Stara Ves Košnička, Šimunci, Škalić Zagorski, Trnovec Desinićki, Turnišće Desinićko, Turnovo és Velika Horvatska tartozik hozzá.

## Fekvése
Krapinától 16 km-re nyugatra a Horvát Zagorje északnyugati részén fekszik.

## Története
A település és plébániájának első írásos említése 1334-ben Ivan zágrábi főesperesnek a zágrábi káptalan helyzetéről szóló oklevelében történt „Ecclesia sancti Gheorgii de Zothla” alakban. Története szorosan kapcsolódik a 15. század második felében tőle északnyugatra felépített Nagytábor várának történetéhez, melynek első birtokosai a Cilleiek voltak. Első írásos említése 1497-ben „Thabor aliter Wrbowicz” néven történt. Ezután királyi vár, majd 1502-ben Corvin János horvát-szlavón bán a Rákayaknak adta, akik egészen 1793-ig a család kihalásáig birtokolták és sokat építettek rajta. Ekkor a birtok a koronára szállt, majd I. Ferenc császár báró Johann Thugut osztrák diplomatának adományozta. Később újra a kincstáré, melytől a Grünwald család vásárolta meg. Ma is az ország egyik legépebben megmaradt vára, Oton Iveković festőművész tulajdona volt.
Maga Desinić kis zagorjei falusias jellegű település. Plébániatemplomát 1590-ben említik abban az oklevélben, melyben Rudolf király éves vásár tartását engedélyezi a Szent György-templom és a Szent Anna-kápolna körül. A templomot 1639-ben építették fel a mai helyén, majd 1676-tól barokk stílusban bővítették. 1688. szeptember 6-án szentelte fel Alexandar Ignjat Mikulić zágrábi püspök. A mai plébániatemplomban 1902-ben tartottak először istentiszteletet.
Az iskola csak 1843-tól működik a településen, első tanítója a zlatari Mihalj Šibl kántortanító volt. Az első iskolaépületet 1864-ben kezdték építeni és 1865-ben nyitotta meg kapuit.
A településnek 1857-ben 199, 1910-ben 393 lakosa volt. Trianonig Varasd vármegye Pregradai járásához tartozott. A településnek 2001-ben 347 lakosa volt.

## Nevezetességei
- Nagytábor vára a településtől északnyugatra emelkedő domb tetején áll. Az ország egyik legépebben fennmaradt vára, bár állapota miatt teljes felújításra szorul. Fennmaradását annak köszönheti, hogy tulajdonosai nem hagyták el, hanem folyamatosan korszerűsítették és várkastéllyá építették át. A belső várban több gyűjtemény is megtekinthető, így fegyvergyűjtemény, a honvédő háború relikviái és képzőművészeti kiállítás is.
- Szent György tiszteletére szentelt plébániatemplomát[2] 1937-ben szentelte fel Alojzije Stepinac koadjutor érsek. A templom oldalkápolnájával és sekrestyéjével együtt kereszt alaprajzú, sokszög záródású szentélye van. Homlokzatán Jézus Szíve dombormű látható két angyallal. Orgonája J. Brandl műhelyében készült. Legrégibb fennmaradt műemléke Rátkay II. Péter sírlapja. Kincsei közül említésre méltó három ezüst kehely, miseruha és monstrancia, melyek a 16. századból származnak, kora barokk pásztorbot és füstölő, valamint késő barokk Szent Kereszt relikvia és szarvasbőrből készített aranyozott klauzula.
- Az iskola mellett álló Szent Anna kápolna[3] és a plébánia épülete Észak-Horvátország ritka romantikus emlékeinek képviselői. A kápolnát a neves horvát festőművész Oton Iveković festette ki, legismertebb képei az Utolsó vacsorát, Szent Cirillt, boldog Augustin Kažotićot és Szent Jeromost ábrázoló festményei.
- A település keleti bejáratánál található Szűz Mária királynő 17. századi szobra.